# Scurtă relatare despre distrugerea Indiilor
Scurtă relatare despre distrugerea Indiilor (în spaniolă Brevísima relación de la destrucción de las Indias) este o lucrare scrisă de călugărul spaniol dominican Bartolomé de las Casas în 1542, în care acesta relata atrocitățile comise de autoritățile imperiale în rândul amerindienilor în timpul perioadei coloniale. Lucrarea a fost publicată în 1552 și destinată viitorului Filip al II-lea al Spaniei.